# Innuendo
Innuendo este primul single din albumul cu același nume, Innuendo, lansat în 1991 de trupa britanică de muzică rock, Queen. Având 6 minute și 30 de secunde, Innuendo este unul dintre cele mai lungi melodii lansate de Queen, depășind celebra melodie Bohemian Rhapsody cu 35 de secunde. Single-ul a ajuns pe locul 1 în UK Singles Chart în ianuarie 1991. 
Melodia prezintă o parte flamenco cântată la chitară de chitaristul trupei Yes, Steve Howe și Brian May,  o pauză de operă, care aduce aminte de trupa Queen din anii 70, o parte de heavy metal și versuri inspirate de boala lui Freddie Mercury.

## Videoclipul
Videoclipul piesei a fost pus cap la cap ca un puzzle. Acesta prezintă figurine de plastilină, care amintește de opera de artă dintr-un ansamblu cinematografic în miniatură. Membrii trupei apar doar ca ilustrații și imagini, majoritatea luate din videoclipurile anterioare ale trupei Queen (The Miracle, Scandal, Breakthru, The Invisible Man, I Want It All, și câteva secvențe din Live at Wembley Stadium 1986) pe un ecran de cinema la fel ca și în filmul 1984, unde Freddie Mercury apare desenat în stilul lui Leonardo da Vinci, Brian May în stilul gravurilor victoriene, Roger Taylor în stilul lui Jackson Pollock și John Deacon în stilul lui Pablo Picasso. 

## Personal
- Freddie Mercury - voce principală, clape
- Brian May - chitară electrică, chitară clasică
- Roger Taylor - tobe, percuție
- John Deacon - chitară bas
- Steve Howe - chiatară clasică
- David Richards - clape

## Vânzări și certificații
| Țară                | Disc   | Vânzări |
| ------------------- | ------ | ------- |
| Marea Britanie(BPI) | Argint | 200.000 |

## Clasament
| Clasament (1991)          | Poziție vârf |
| ------------------------- | ------------ |
| Australian Singles Chart  | 28           |
| Austrian Singles Chart    | 12           |
| Dutch Singles Chart       | 4            |
| German Singles Chart      | 5            |
| Irish Singles Chart       | 4            |
| Italian Singles Chart     | 4            |
| New Zealand Singles Chart | 10           |
| Swiss Singles Chart       | 3            |
| UK Singles Chart          | 1            |
| US Mainstream Rock Chart  | 17           |